# Rmdir
rmdir – polecenie używane zarówno w systemach Unix/Linux jak i Windows służące do usuwania pustych katalogów. Powstało ze skrócenia ang. remove directory.

## Składnia UNIX
Aby skasować pojedynczy pusty katalog należy użyć polecenia:
```
rmdir [Katalog]
```

Aby skasować kilka pustych katalogów:
```
rmdir [Katalog1] [Katalog2] [Katalog3]...
```

Standardowo polecenie to zwraca błąd, jeśli któryś z zadanych katalogów nie jest pusty. Aby temu zapobiec należy użyć opcji:
```
--ignore-fail-on-non-empty
```

przykład:
```
rmdir --ignore-fail-on-non-empty [Katalog1] [Katalog2] [Katalog3]...
```

Możliwe jest też usunięcie katalogu wraz z katalogami nadrzędnymi jeśli są puste. Służy do tego opcja --parents, lub -p. 
```
rmdir -p [Katalog1/Katalog2/Katalog3]
```

Często używa się obydwu tych opcji jednocześnie. Powoduje to kolejne kasowanie katalogów znajdujących się najwyżej w hierarchii, aż do katalogu w którym znajdują się pliki.
```
rmdir --ignore-fail-on-non-empty -p [Katalog1/Katalog2/Katalog3]
```

## Składnia Windows
```
rmdir [ścieżka_do_katalogu1] [ścieżka_do_katalogu2]
```

przykład:
```
rmdir c:\katalog1 c:\katalog2 /s /q
```

spowoduje usunięcie katalogów: "katalog1" oraz "katalog2" razem z podfolderami nie pytając o potwierdzenie

### Parametry
- /s - powoduje usunięcie katalogu wraz ze wszystkimi podkatalogami i plikami
- /q - usuwa katalogi w tzw. ang. quiet mode - nie pytając o potwierdzenie

Uwaga w systemie Windows nie można usunąć katalogu zawierającego pliki ukryte lub systemowe (trzeba przed usunięciem zmienić usunąć im atrybuty ukryty i systemowy za pomocą polecenia attrib